# هانك وليامز الثالث
هانك وليامز الثالث (بالإنجليزية: Hank Williams III)‏ هو عازف قيثارة وموسيقي ومغني وكاتب أغاني ومغن مؤلف أمريكي، ولد في 12 ديسمبر 1972 في ناشفيل في الولايات المتحدة.

## وصلات خارجية
- الموقع الرسمي
- هانك وليامز الثالث على موقع IMDb (الإنجليزية)
- هانك وليامز الثالث على موقع ميوزك برينز (الإنجليزية)
- هانك وليامز الثالث على موقع إن إن دي بي (الإنجليزية)
- هانك وليامز الثالث على موقع أول ميوزيك (الإنجليزية)
- هانك وليامز الثالث على موقع ديسكوغز (الإنجليزية)
- هانك وليامز الثالث على موقع قاعدة بيانات الفيلم (الإنجليزية)